# Reel Big Fish
Reel Big Fish – początkowo był to czysto punkowy zespół, jakiś czas później doszła sekcja dęta, dziś zespół gra ciekawą mieszankę RPS. W 1995 roku zespół wydał pierwszą płytę "Everything Sucks", który sprzedał się w wystarczającej ilości by zainteresować Mojo Records. Płyty Reel Big Fish weszły do sprzedaży masowej. Po nieoczekiwanym sukcesie ich znajomych z zespołu Goldfinger, Mojo wydało następną płytę RBF "Turn The Radio Off" (1996). Zespół spędził resztę roku na supportowaniu zespołów – weteranów ska. W 1998, Reel Big Fish wydał "Why Do They Rock So Hard" z kilkoma odświeżonymi nagraniami. Rok 2001 to pożegnanie z Mojo i przejście do Jive. Rok 2002 to nowa płyta "Cheer Up!". Zespół gra w stylu ska punk nawet z elementami RPS.

## Członkowie

### Aktualny Skład
- Aaron Barrett – gitara, wokal (od 1992)
- Dan Regan – saksofon,  (od 1994)
- Scott Klopfenstein – trąbka, gitara, keyboard (od 1995)
- John Christianson – trąbka, dalszy wokal (od 2004)
- Ryland Steen – perkusja (od 2005)
- Derek Gibbs – bas (od 2007)

### Poprzedni członkowie
- Ben Guzman – wokal (1992-1994)
- Zach Gilltrap – keyboard/syntezator (1992-1994)
- Lisa Smith – guitar (1992-1994)
- Eric Vismantes – trąbka (1994)
- Stephan Reed – saksofon (1994)
- Robert Quimby – saksofon (1994-1995)
- Adam Polakoff – saksofon (1994-1995)
- Grant Barry – puzon (1995-1998)
- Andrew Gonzales  – perkusja(1992-1998)
- Tavis Werts – trąbka (1994-2001)
- Carlos de la Garza – perkusja (1999-2003)
- Tyler Jones – trąbka (2001-2004)
- Justin Ferreira – perkusja (2003-2005)
- Matt Wong – bas,(1992-2007)